# わたしの幸せな結婚
『わたしの幸せな結婚』（わたしのしあわせなけっこん）は、顎木あくみによる日本の小説。「小説家になろう」にて投稿されたオンライン小説であり、富士見L文庫（KADOKAWA）より書籍化され2019年1月から刊行されている。書籍版のイラストは月岡月穂。略称は「わた婚」。2024年12月時点で電子書籍・コミック含むシリーズ累計部数は900万部を突破している。
メディアミックスとしては、高坂りとによるコミカライズがガンガンONLINEにて2018年12月から連載中。ソニーPCL制作による朗読劇が2021年に舞台上演。東宝配給による実写映画が2023年3月に公開。キネマシトラスによるテレビアニメが制作されており、第1期が2023年7月から9月まで放送され、第2期が2025年1月から4月まで放送された。

## あらすじ

### 第1巻
時代は大正。古来から鬼、妖などと呼ばれ人に害をなす異形のものを退治するため、超常的な力を持つ異能者が生まれる特異な家系が連綿と続いてきた。斎森真一と薄刃澄美は異能者の家系同士の政略結婚であったが、長女の美世は異能を持たない。美世が2歳の時、母親が亡くなり、父親が香乃子と再婚し、異能を持つ異母妹の香耶が生まれたことから、美世の居場所はなくなる。父親から見放され、香乃子と香耶から虐げられ、使用人以下の扱いを受けながら19歳になった美世は、すべてを諦め笑うことを忘れていた。辰石幸次が婿養子として香耶と婚約したことを機に、美世は異能の家系の名家とされる久堂家の当主・清霞の婚約者候補として身一つで斎森家から追い出される。
清霞は、通いの使用人のゆり江が切り盛りする質素な住まいに一人で暮らしている。清霞は、美世に「ここでは私に従え」と言い、美世は「かしこまりました」と即答する。清霞は、斎森家を調査させ、美世が謝罪を繰り返す理由を知る。それでも、久堂家本宅で幼いころから女性不信を植え付けられてきた清霞にとって、美世は数少ない一緒に暮らせる女性である。清霞が高価な櫛を贈ると、美世はほんのり微笑み、その無垢の微笑みが清霞の心をとらえる。美世は、斎森家の元使用人・花から清霞の思いやりを聞き、異能を持たないことを打ち明け謝罪する。清霞は、「正式に婚約したい、嫌か」と返し、美世は「わたし、ここにいたいです」と精一杯の気持ちを伝える。
久堂家御用達の呉服店「すずしま屋」から桜色の着物が届く。宝物であった母親の形見に似た真新しい着物を身に着け、美世は、かってない幸福感に包まれる。栄養状態と精神状態が改善され、美世は綺麗になっていく。その中でも美世は、ときどき恐ろしい夢にうなされるようになる。自分こそ清霞にふさわしいと妄執する香耶は、美世を斎森家の蔵の中に閉じ込め、香乃子とともに清霞との縁談を断るよう責めるが、美世はきっぱりと拒否する。幸次の知らせにより清霞は美世を救出する。阻止しようとした辰石実の異能の炎により屋敷は全焼し、斎森家は田舎に隠遁する。清霞からの求婚に美世は、末永くよろしくお願いしますと笑顔で答える。

### 第2巻以降
斎森家と事実上絶縁し、結婚を前提に関係を深める清霞と美世であったが、美世が持つ異能「夢見の力」を巡り、様々な勢力の思惑に巻き込まれていく。
数々の障害を乗り越え、第7巻でようやく美世は清霞と結婚し、入籍する。

## 登場人物
声の項は、特記がない限りテレビアニメ版における声優を指す。演の項は、実写映画版における俳優を指す。朗読劇・舞台版のキャストについては各項目を参照。

### 主要人物
斎森 美世（）
声 - 上田麗奈（2020年PV・テレビアニメ版）
演 - 今田美桜
本作の主人公。19歳で久堂清霞の婚約者となる。どれだけ蔑まれても礼を失しない高潔さを持つ。異能者の家系である斎森家の長女だが、異能を持たないと思われており斎森家では使用人同然の扱いを受けて育てられてきた。斎森家を時々訪れる辰石幸次に好意を寄せられ、美世もまた彼には唯一心を許していたが、その幸次が異母妹の婿養子に入ることになり楽しい夢が潰える。父の後妻となった香乃子から酷い虐待を受け、成長した異母妹の香耶からも虐められ続けた体験から、すぐ「申し訳ございません」と謝罪する癖が身に沁みついている。斎森家を追い出される形で向かった久堂家の当主・清霞が、冷酷と聞いていた噂と違って優しい心を持っていることに気付いて行く。虐げられて育ったため自虐的な性格で、それが久堂家の人々からは奥ゆかしく謙虚な女性として好意的に受け取られていた。
短期間だけ斎森家に奉公していた使用人から怪我の手当てをしてもらい、2か月間も美世への虐めを見て見ぬふりをしていたことを泣いて詫びられた過去がある。つらい毎日の中で自分の味方をしてくれた使用人の花は勿論のこと、名前も知らなかったその使用人の女性も、自分に親切にしてくれた人々のことを決して忘れず、どこかで幸せに暮らしていて欲しいと願っている。
実母は美世が2歳の時に病で亡くなっている。亡き母親の家系に由来する異能「夢見の力」を潜在的に持つが、物語開始時点では制御することができずにいる。
久堂 清霞（）
声 - 石川界人（2020年PV・テレビアニメ版）
演 - 目黒蓮（Snow Man）
名家・久堂家の当主で27歳。異形の討伐を担う対異特殊部隊の隊長を務める軍人で、雷や炎を操る強力な異能を持つ。はるかに美しいと言われる美形。「気に入らない者があれば切り捨てる」と噂されるなど冷酷無慈悲な軍人と言われ、婚約者候補といわれた女性たちは3日と持たずに逃げ出している。実は女性に対して強い苦手意識を持っており、特に気位が高くわがままな女性や、化粧の濃い女性が苦手。金や地位を目当てに寄ってくる欲深く我儘な女性を追い出したことが、無慈悲で冷酷な性格だと世の誤解を受けていた。久堂家に来た頃の美世が、謝罪ばかりするので「過ぎた謝罪は軽くなる。謝らなくて良い」と、内気な彼女の性格を正すようにした。
今までの縁談の相手とは全く異なるタイプの美世に興味を持ち、身辺調査をした結果、何事も遠慮がちで自己肯定感が極度に低い美世の性格が、斎森家での不遇な扱いに由来していた事実を知る。櫛を贈った時に美世が僅かに見せた微笑みに心を動かされ、つらい生い立ちを経験してきた彼女の過去を知るに至って、深い愛情を抱くようになる。

### 久堂家関係者
久堂 葉月（）
声 - 日笠陽子
清霞の姉。明朗快活で気さくな女性。治癒の異能を持つ。
一度は嫁いだ身だが、現在は離婚し実家の本邸で暮らしている。令嬢らしく高い教養を持ち、淑女教育の受け直しを望む美世の教育係を務めるが、家事は不得手で、特に料理は大の苦手。
ゆり江（）
声 - 桑島法子
演 - 山本未來
久堂家通いの老年のお手伝い。昔から久堂家の主に仕えているため、清霞を小さな頃から知っており、今でも「坊ちゃん」と呼んでいる理解者。気さくで人当たりの良い性格で、心細げな美世にも親身に接しては手ほどきをし、世間で良くない噂を立てられている清霞のことをフォローした。聡明で鋭く、水仕事で手荒れが酷い美世を見て、十分な愛情を受けていなかったらしきことに早くから気付いていたようで、清霞が美世の使用人のような出で立ちに疑問を抱いた時に、すぐ首肯して「事情を聞くことは難しいでしょう」と助言している。
桂子（）
声 - 久保田民絵
演 - 珠城りょう
久堂家が昔から贔屓にしている呉服店「すずしま屋」の店主。清霞が初めて女性（美世）を伴って来店したことに驚き、初対面の美世をひと目見ただけで、底知れぬ美貌の持ち主であることを見抜いた。清霞の注文で用意していた櫛の箱を手渡す際に、美世を大切して決して手放さないようにと進言した。
久堂 正清（）
声 - 置鮎龍太郎
清霞と葉月の父で、久堂家の先代当主。若々しい容姿をしており性格が軽い。清霞とは女性の好みが正反対で、気位が高くわがままな妻の芙由に入れ込む恐妻家。物語開始以前には、清霞の婚約者候補として自分が選んだ（清霞の好みではない）見合い相手を次々と引き合わせたものの、それを清霞が次々と邪険に扱って追い返したため、清霞に「冷酷無慈悲」という悪評が立ってしまった。
久堂 芙由（）
声 - 井上喜久子
正清の妻で清霞と葉月の母。ツンデレ。贅沢好きで癇癪持ちで、清霞が女性嫌いになる原因となった人物。夫の正清からは「芙由ちゃん」と呼ばれている。第3巻で初めて美世と顔を合わせた際には「みすぼらしい付き人」などと美世をなじり、延々と嫁いびりを続けたため、清霞や正清から激怒されている。なお実家でいびられ慣れている美世には暖簾に腕押しであった。

### 帝国陸軍
原作者の顎木によれば、あくまで本作の主人公は美世であることから、清霞の部下である対異特殊部隊の個々の隊員たちに関しては、五道のような例外を除いて詳細を描かず名前も明かさない方針で執筆しているとされる。なお実写映画版や、対異特務小隊に焦点を当てた外伝作品である舞台版では、清霞の部下たちにも役名が設定されている。
五道 佳斗（）
声 - 下野紘
演 - 前田旺志郎
清霞の優秀な部下。対異特殊部隊に所属し、自身も優れた異能の持ち主であるが、ややお調子者の性格で清霞を悩ませている。日頃は軽口を叩いて清霞をからかっているが、忠誠心は絶対であり、美世に対しても好意的に接している。
父親はかつて対異特殊部隊の隊長をしており、清霞を対異特殊部隊に勧誘した人物であったが、清霞が入隊する以前に殉職している。
大海渡 征（）
声 - 三宅健太
陸軍少将で清霞の上司。葉月とはかつて夫婦だったが、諸事情により離縁した。再婚はしておらず独身。
百足山（）
声 - 前野智昭
原作第4巻に登場。対異特殊部隊に所属する清霞の部下で、筋力を増強する身体強化の異能を扱える。フルネームは明かされず、班長という肩書きを付けて呼ばれることもある。
当初は甘水直の身内である美世に対して不信感を抱いており、原作第4巻では美世に対して敵対的な立場を取り続けるが、美世に窮地を救われたことで己の態度を反省する。その後は使い走りの仕事を率先して請け負うことで失態を演じた汚名挽回に努め、後のエピソードでも対異特殊部隊の一員として言及されている。
陣之内 薫子（）
声 - 戸松遥
原作第4巻から登場。旧都を拠点とする対異特殊部隊第二小隊に所属する女性軍人。第二小隊に異動になる以前は清霞や五道の同僚で、かつて正清が縁談を持ちかけてきた清霞の婚約者候補のひとりでもあった。清霞は同僚である薫子との縁談を受ければ仕事に私情を持ち込むことになると考えて話を断ったものの、その際に断りの理由を本人に説明しなかったため、縁談に乗り気であった薫子の側は未練やわだかまりを残している。
原作第3巻の結末で五道が任務中に負傷したことから、原作第4巻では一時的な補充人員という形で清霞の部下となり美世の護衛の任につくが、美世の恋敵でもあり、対等の友人でもあり、実は甘水直に騙され協力させられている内通者でもあるという複雑な立場を演じる。第5巻では五道の復帰後も対異特殊部隊の監督下に置かれ、引き続き清霞の部下として任務に当たる。第7巻では第二小隊の同僚となった辰石幸次や上司の光明院と共に、美世と清霞の結婚式に参列している。
光明院（）
原作第7巻に登場し、美世と清霞の結婚式で媒酌人を務める。旧都を拠点とする対異特殊部隊第二小隊の隊長で、陣之内薫子や辰石幸次の上司。かつて五道の父親の副官であったり、清霞の直属の上司であったりした経歴を持つ。妻帯者であることから媒酌人を頼まれた。

### 斎森家関係者
斎森 香耶（）
声 - 佐倉綾音 / 八木侑紀（2020年PV）
演 - 髙石あかり
美世の異母妹で、斎森家の次女。華やかな美貌を持つが自分を贔屓し姉の美世を虐げる両親の価値観を無批判に信じており、姉と比較されて自分が褒めそやされ、姉が貶められることで、自分の価値が高まると信じている歪んだ性格。婚約者の幸次が美世に心を寄せていることには不満を抱いており、清霞に一目惚れして横恋慕する。
幼少の頃から基礎の異能「見鬼の才」を発現させており、拙いながらも紙で作った式を飛ばして視覚を共有する初歩的な術を扱える。女性は異能の素質を持っていても初歩の術を行使できる段階まで修練を積むことまでは求められないことが多く、それゆえに異能を発現できない姉の美世と比較されてちやほやされているが、実は異能者としてはあまり大したことがない。
第1巻では辰石実の計画に誘われる形で美世を陥れようとするが、第1巻の結末で断罪され、どこかの厳格な家に奉公に出される形で物語から退場する。第7巻では清霞と美世の結婚に際して奉公先から嫌味とも激励ともつかない手紙を寄越し、「自分の行いの結末に納得はしていないが、清霞のような男と結婚して苦労しているはずの美世より、自分のほうが何倍もましな生活をしているはず」という負け惜しみを書き綴っている。
斎森 香乃子（）
声 - 植田佳奈
演 - 山口紗弥加
美世の継母で、香耶の実母。斎森真一を巡っての恋敵であった真一の先妻・澄美を憎悪しており、自分の身の回りで起こるあらゆる不都合なことを、亡き澄美の子である美世のせいにする思考に囚われている。実娘である香耶を美世と競わせ、常に美世よりもあらゆる面で上であるよう言い聞かせて育てた。
第1巻の結末で破滅し物語から退場するが、「自分の意に反して美世が勝手に幸せになり、言いなりにならなかったせいで自分たちは破滅した」という被害者意識を変えることはなかった。
斎森 真一（）
声 - 家中宏
演 - 高橋努
斎森家の当主で、美世と香耶の父親。異能の血を強くするために理不尽な形で結婚させられた先妻・澄美との子である美世を疎んじており、愛し合って結婚した後妻との子である香耶に愛情を注ぐ。辰石家の次男・幸次を婿養子に迎え、美世を追い出して厄介払いをした気になっていたが、それら数々の非道な仕打ちを知って怒る清霞から「美世に心からの謝罪をして欲しい」と詰め寄られて苛立ちを見せる。
第1巻の結末で破滅し、地方の別邸に移住する形で物語から退場する。
花（）
声 - 能登麻美子
演 - 小林涼子
斎森家の元使用人。斎森家では美世の数少ない味方であったが、幼い美世を虐待する香乃子をとりなそうとしたことで、不興を買って屋敷から解雇された。斎森家から離れた後に結婚し家庭を持ちながらも、美世のことを気にかけていたが、のちに清霞の計らいで久堂家に呼び寄せられ、斎森家から解放された美世と再会を果たす。

### 辰石家関係者
辰石 一志（）
声 - 深町寿成
辰石家の長男で、美世の幼馴染である幸次の兄。遊び人のような風体の飄々とした態度の人物で、考えの読めない曲者。父親の辰石実が美世と結婚させようと目論んでいた相手だが、実際のところ一志自身は父親の企みを快く思っておらず、第1巻では美世を救出しようとする幸次の決断を後押しした。
美世を巡る謀略の露呈により父親が失脚した後は辰石家の当主を滞りなく引き継ぎ、辰石家の取り潰しを免れる代償として久堂家の麾下に入る。第2巻以降では清霞の協力者としてたびたび登場し、飄々とした態度はそのままに、異形討伐の任務に協力したり、清霞を巡るトラブルに巻き込まれて協力したりしている。
辰石 幸次（）
声 - 西山宏太朗
演 - 小越勇輝
美世と香耶の幼馴染で、香耶の婚約者。辰石家の次男。以前から美世に好意と同情を抱き、彼女を現状から救い出そうとしているが今の自分に彼女を助ける力はないと考えている。いざとなれば美世と無理心中することが唯一の彼女の救いになると考えているが、行動を起こせずにいる。
初歩の異能である念動力を扱えるが、父親の実の力には遠く及ばない。第1巻では実による陰謀を阻止するために清霞に助けを求め、美世を危機から間一髪で救出するために貢献するものの、一連の出来事を通じて自分の不甲斐なさを思い知り、自分を鍛え直すことを決意する。第7巻では清霞と美世の結婚式に参列して美世と1年ぶりに再会し、軍人となって対異特務第二小隊に入隊したことや、隊長である光明院の指導により、弱い異能を工夫して活用する術を学んでいることを報告している。
辰石 実（）
声 - 堀内賢雄
演 - 平山祐介
辰石家の当主で、幸次の父親。
没落しつつある辰石家の威信を取り戻すため、美世の母方の家系である薄刃家の異能を欲している。美世を辰石家長男である一志の嫁として貰い受けて薄刃家の異能を受け継ぐ子を産ませることを企んでおり、彼女が無価値な人間として冷遇を受け、他に居場所がなくなるよう策を巡らせる。次男の幸次が美世に肩入れしていることについては、斎森家に美世の真の価値を気づかせ自分の計画を困難にする可能性があることから、快く思っていない。
炎の異能を扱うことができ、木造の屋敷を全焼させる程度の火災を起こすことができる。しかし清霞に戦いを挑んだ際には「大人と赤子ほどの実力差」と形容されるほどの力量を見せつけられる形で惨敗し、第1巻の結末で長男の一志に当主の座を譲って物語から退場する。

### 薄刃家関係者
鶴木 新（）
声 - 木村良平、湯浅かえで（幼少期）
演 - 渡邊圭祐
美世の母方の従兄。対異能者戦に特化した異能を受け継ぐ薄刃家の異能者で、本名は薄刃新（うすば あらた）。幻術の異能を持ち、一対一の決闘では清霞を圧倒する強さを持つ。
薄刃 澄美（）
声 - 日髙のり子、島袋美由利(幼少期)
演 - 土屋太鳳
美世の生母で故人。斎森真一の先妻。小説中では旧姓で呼ばれる場面も多いが、美世を出産してから若くして亡くなるまでの期間に触れる場合は斎森澄美（さいもり すみ）と表記される場合もある。学生時代は鶴木澄美（つるき すみ）という偽名を用いていた。
微弱ながらも精神感応（テレパシー）の異能を扱うことができたことから、夢見の異能者を産むことを期待されていた。美世が「夢見の力」を持つことを露見しないよう、自分の死後も継続する形で美世の異能を封印した。
薄刃 義浪（）
声 - 廣田行生
演 - 火野正平
美世の母方の祖父。澄美の父親。原作でそのように名乗る場面はないものの、鶴木姓を偽名としているという言及があり、実写映画版やテレビアニメ版では鶴木義浪（つるき よしろう）名義で役名表記されることもある。
美世に対しては孫としての情を抱いているものの、異能が発現しなかったと信じ込まされており、また斎森家で美世が冷遇を受けていることを知らずにいた。第2巻では遅きに失しつつも状況を把握し、そのほうが美世の幸せのためであるという考えから、美世と清霞を別れさせ、美世と鶴木新を孫同士でいとこ婚させようとする。
甘水 直（）
声 - 内田夕夜、青木志貴(幼少期)
国家転覆を企てるカルト「異能心教」の教祖。薄刃家の分家である甘水家の出身で、かつて澄美の婚約者候補のひとりであった。少年時代は素行が悪く問題児扱いされており、澄美との交流によって一度は更生するものの、今上帝の陰謀により身売り同然の条件で澄美が斎森家に嫁入りすることとなったことで、事態を裏から仕組んだ今上帝を憎悪するようになる。
帝の一族に伝わる異能「天啓」は、薄刃家の異能「夢見の力」より劣るものであるという考えから、帝の一族による支配を不当であるとし、帝国を打倒して美世を女王とする新世界を樹立しようと企む。

### 帝国
堯人（）
声 - 石田彰
演 - 大西流星（なにわ男子）
帝位を継ぐ最有力候補。清霞とは年が近い友人でもある。異能を喪失した今上帝に代わり、不完全な「天啓」の異能で国難の予見を代行している。
父親である今上帝を凡庸な人物であるなどとして批判的に見ている。
今上帝
声 - 菅生隆之
演 - 石橋蓮司
国を治める最高権力者。現在は病に臥せている。
皇太子時代から夢見の力によって帝の権威が失われる事を恐れており、薄刃家を敵視し、徹底的に潰そうと策謀を巡らせている。
薄刃家の血筋を薄めることを目的として薄刃家の没落を影から仕組み、薄刃澄美と斎森真一の婚姻を膳立てした黒幕であり、美世が斎森家で不幸な境遇を受ける元凶となった人物。テレビアニメ版では辰石実の後ろ盾でもあったことが示唆されている。原作第2巻では美世と清霞の仲を引き裂き薄刃家と争わせて共倒れを目論むものの、結果として策略が裏目に出る形で美世の異能を覚醒させる結果に繋がる。テレビアニメ版ではこの際、美世と清霞の夢の中に現れて美世との直接対決を挑むが、夢見の力によって返り討ちにされる。
薄刃家による反乱を未然に潰すために行った一連の陰謀は、澄美を慕って更生の道を歩んでいた甘水直の激しい憎悪を招き、甘水の造反を止める力を薄刃家から奪うという形で裏目に出ており、最終的には甘水によるクーデターによって今上帝の地位を成り代わられ、監禁され拷問を受けるという形で、自ら予見し病的に恐れ続けた事態を自分自身で現実のものとしてしまう。

## 用語
本項では、作中の世界観について解説。
帝国
本作の舞台となっている国。明治・大正時代の日本がモチーフ。
異能
念力、火を起こす力、瞬間移動、透視能力など様々な能力がある。作中では、異能を受け継ぐ家系の者達が代々、帝と共に様々な災いから人々を守り続けてきた。
異形
古来より帝国に現れ、人間に危害を加える鬼や妖。さまざまな姿をしているが、「見鬼の才」を持つ異能者にしか見えず、異能による攻撃でしか倒すことができない。このため、異能者の家系のほとんどは対異形戦のために異能を受け継いできた。
見鬼の才
不可視の異形を視認できる、基礎的な異能。異形と戦うためには不可欠の能力で、清霞の部下は全員がこの異能を使うことができる。美世には発現しなかったため、異能は持っていないと考えられていた。
薄刃家
美世の母方の家系で、人心に干渉する異能を代々受け継ぐ一族。異形相手ではなく、対異能者戦に特化した異能者を輩出し、異能者が悪心を抱いた時のための抑止力を担う。その特異性と悪用すれば国をも滅ぼしかねない危険性故に、公の場では素性を隠し、無闇な血筋の拡大や異能の悪用を防ぐため、数々の厳格な掟を課している。
異形との戦いに対応していない異能の性質上、薄刃家の異能者に見鬼の才が発現しないことは決して珍しいことではなく、美世に見鬼の才が無かったのもそのためだった。
夢見の力
薄刃家の血を引く女性にのみ稀に発現する、精神操作系の異能。熟達すれば他人の夢に侵入して他の異能者を操ることができるため、他の異能者に対する抑止力を担う薄刃家の中でも最強の異能とされる。
自分の夢の中で未来や過去を見通す能力も併せ持っており、他人の夢枕に偽の神仏を立たせて予言を聞かせたり、行動を唆したりするような使い方も可能。このため代々の帝に受け継がれる異能「天啓」の上位互換と見なされることがあり、帝の地位を脅かす異能として危険視されたり、クーデターを目論む勢力の神輿として担がれたりと、様々な軋轢を生む。
経験則から、「精神感応」の異能を発現した薄刃家の女性の子供には「夢見の力」が発現する可能性があり、薄刃澄美の娘である美世にはその可能性があるとされていた。
天啓
帝の直系の子孫に密かに受け継がれてきた異能で、帝国の未来に訪れる災厄や異形の出現を「神のお告げ」という形で予知することができる。「天啓」の素質が発現した者のみが帝の後継者となることができ、帝の地位に就くことで完全な形で制御できるようになるとされる。
帝（）
帝国の国家元首。代々に渡って「天啓」の異能を受け継いでおり、この異能の力で帝国に降りかかる災厄の数々や異形の脅威を事前に予知し、帝国を守ってきた。後継者の選定が「天啓」の異能の有無で選ばれることは世間に公表されておらず、老齢によって異能を失った場合も生前の譲位は認められていない。
異能心教
薄刃家の分家の出身である甘水直が興した新興宗教。生まれつき異能を持たない者でも後天的に異能者になる方法があると称して信者を集める一方、薄刃家を頂点とした異能者が優遇される世界の実現を企てている。

## 作風・制作背景
明治・大正期を意識した和風世界を舞台としたシンデレラ・ストーリー。
作者の顎木は本作の設定について、ウェブ小説上で流行していた「虐げられる姉と可愛がられる妹」の構図を、主人公である姉の成長物語として描くことを目的としたこと、美世は虐げられてきたために自信がない、しかし芯の強さを持ったキャラクターとして設定し、清霞は美世の設定に合うように実際に執筆しながら設定を固めていったこと、2人の外見設定は個人的な趣味であることを述べた。また食事シーンについては、キャラクター同士の距離感そのものという意味合いを持たせ、ただ具体的に全てを書くのではなく、すんなりそれらが浮かぶように何度も読み返しながら書き、まるで食卓が目の前にあるかのように読者に伝わるよう心がけている。
舞台設定に明治・大正期の日本をモチーフとして選んだことについて、顎木はどうしても和風の世界を舞台に描きたいというモチベーションがあり、歴史考証には自信がないため執筆で苦労することは目に見えていたとしつつも、明治・大正期という時代性からイメージされる、日本文化と西洋文化が融合しつつも完全に溶け合っていない不完全さや、時代特有の華やかさに惹かれたという。顎木は本作を執筆するにあたって影響を受けた作品として、『RDG レッドデータガール』や『妖怪アパートの幽雅な日常』を挙げており、大好きなファンタジーの要素を盛り込みたかったとしている。顎木は異能の要素は要らなかったのではという意見を紹介した上で、ファンタジーを含まない明治・大正を舞台としたラブロマンス的な作品はすでに多くあり、自分はライトノベルを多く読んできたことから、アクションや不思議な力で派手な演出などの要素が物語に入っていたら面白いのではないかという思いがあり、ドラマのスパイスになると思っている旨を述べている。
映画では、明治・大正を思わせるイメージを求め、京都府京都市・舞鶴市、滋賀県東近江市・大津市・高島市、三重県津市・桑名市、奈良県橿原市などでロケが行われた。

## 評価
「次にくるマンガ大賞 2020」Webマンガ部門では本作のコミカライズが第8位になった。『このマンガがすごい！2021』オンナ編では本作のコミカライズが第6位になった。「第16回全国書店員が選んだおすすめコミック」では本作のコミカライズが第1位になった。
書評家のタニグチリウイチは、自分を信じてくれる清霞への強い思いを糧にして立ち上がろうと頑張る美世の姿が、現実のコミュニティでうまくいかず自信を無くした人たちの共感を呼びシリーズを手に取らせているのかもしれないと評した。
文芸評論家の細谷正充は、第1巻の時点で美世と清霞が相思相愛であることが確定しているが、その上で設定されるカップルの障害が各巻ごとによく考えられており、与えられる障害を2人が乗り越え成長し愛を深め合うため、ハッピーエンドが約束されていることを承知の上で、先が気になってならないと評した。

## 既刊一覧
- 顎木あくみ（著）、月岡月穂（表紙イラスト）『わたしの幸せな結婚』KADOKAWA〈富士見L文庫〉、既刊8巻（2024年3月15日現在）
  1. 2019年1月15日初版発行（同日発売[59]）、ISBN 978-4-04-073019-6
  2. 2019年7月15日初版発行（7月13日発売[60]）、ISBN 978-4-04-073253-4
  3. 2020年2月15日初版発行（同日発売[61]）、ISBN 978-4-04-073473-6
  4. 2020年9月15日初版発行（同日発売[62]）、ISBN 978-4-04-073725-6
  5. 2021年7月15日初版発行（同日発売[63]）、ISBN 978-4-04-073948-9
  6. 2022年7月15日初版発行（同日発売[64]）、ISBN 978-4-04-074601-2
  7. 2023年7月14日初版発行（同日発売[65]）、ISBN 978-4-04-075039-2
  8. 2024年3月15日初版発行（同日発売[66][67]）、ISBN 978-4-04-075110-8 / ISBN 978-4-04-075111-5（アニメBlu-ray付き同梱版）
  9. 2025年3月14日初版発行（同日発売[68]）、ISBN 978-4-04-075697-4

## 漫画
高坂りとによる、原作小説の内容に準じたコミカライズ版。2023年8月には関連書籍として画集が発売された。
登場人物のうち、原作小説書籍版の表紙や、富士見L文庫の原作小説公式サイトの登場人物紹介でイラスト化されている斎森美世、久堂清霞、斎森香耶、辰石幸次、ゆり江の5人については、原作小説書籍版のイラストを手掛ける月岡月穂によるデザインが反映されており、月岡がキャラクター原案としてクレジットされている。
- 高坂りと（漫画）、顎木あくみ（原作）、月岡月穂（キャラクター原案）『わたしの幸せな結婚』スクウェア・エニックス〈ガンガンコミックスONLINE〉、既刊5巻（2024年7月11日現在）
  1. 2019年9月12日初版発行（同日発売[69][70]）、ISBN 978-4-7575-6293-6
  2. 2020年9月9日初版発行（同日発売[71][72][73]）、ISBN 978-4-7575-6777-1 / ISBN 978-4-7575-6778-8（特装版）
  3. 2021年10月12日初版発行（同日発売[74][75]）、ISBN 978-4-7575-7499-1 / ISBN 978-4-7575-7497-7（小冊子付き特装版）
  4. 2022年11月11日初版発行（同日発売[76][77]）、ISBN 978-4-7575-7765-7 / ISBN 978-4-7575-8170-8（小冊子付き特装版）
  5. 2024年7月11日初版発行（同日発売[78][79]）、ISBN 978-4-7575-9216-2 / ISBN 978-4-7575-9217-9（小冊子付き特装版）
- 『高坂りと画集「わたしの幸せな結婚」』スクウェア・エニックス、2023年8月10日発売[80][81]、ISBN 978-4-7575-8591-1

## スペシャルムービー
2020年9月には、原作小説書籍版第4巻の発売記念という形で、原作小説書籍版の表紙イラストやコミカライズ版の映像に合わせ、登場人物同士の台詞を声優が演じる形のプロモーション・ビデオがYouTube上で公開された。このとき斎森美世役を演じた上田麗奈と、久堂清霞役を演じた石川界人は、後の朗読劇とテレビアニメ版でも引き続いて同じ役を演じた。

### キャスト（スペシャルムービー）
- 久堂清霞 - 石川界人[9]
- 斎森美世 - 上田麗奈[9]
- 斎森香耶 - 八木侑紀[9]

## 朗読劇
2021年7月10日から11日までところざわサクラタウンジャパンパビリオンホールにて上演された。

### キャスト（朗読劇）
- 斎森美世 - 上田麗奈[83]
- 久堂清霞 - 石川界人[83]
- 斎森香耶 - 八木侑紀[83]
- 辰石幸次 - 西山宏太朗[83]
- 五道佳斗 - 石谷春貴[83]
- ゆり江 - 佐々木優子[83]
- 斎森香乃子 - きそひろこ[83]
- 斎森真一 - 坂東尚樹[83]
- 辰石実 - 岡哲也[83]
- 花 - 有賀由樹子[83]
- 桂子 - 有賀由樹子[83]

### スタッフ（朗読劇）
- 原作 - 顎木あくみ[84]
- 原作装画 - 月岡月穂[84]
- 脚本 - おかざきさとこ[84]
- 演出 - 富正弘[84]
- 制作 - ソニーPCL[84]
- 主催 - KADOKAWA[84]

## 実写映画
2023年3月17日に公開。監督は塚原あゆ子、主演は本作が映画単独初主演となる目黒蓮（Snow Man）、ヒロイン役を今田美桜が務める。同年6月にはカナダ・トロントで開催される『トロント日本映画祭』で上映されたほか、タイでも公開された。

### キャスト（実写映画）

#### 重要人物
久堂清霞（くどう きよか）
演 - 目黒蓮（Snow Man）
本作の主人公。冷静な性格の軍人。
斎森美世（さいもり みよ）
演 - 今田美桜
本作のもう一人の主人公。異能家系の長女。

#### 周辺人物
鶴木新（つるき あらた）
演 - 渡邊圭祐
鶴木家の御曹司。
堯人（たかいひと）
演 - 大西流星（なにわ男子）
皇子。いずれ帝位を継ぐことになっている。
斎森香耶（さいもり かや）
演 - 髙石あかり
美世の異母妹。
辰石幸次（たついし こうじ）
演 - 小越勇輝
美世と香耶の幼なじみで、香耶の婚約者。
桂子（けいこ）
演 - 珠城りょう
呉服店「すずしま屋」の店主。
花（はな）
演 - 小林涼子
斎森家の元使用人。
ゆり江
演 - 山本未來
久堂家の通いのお手伝い。
斎森香乃子（さいもり かのこ）
演 - 山口紗弥加
美世の継母。
辰石実（たついし みのる）
演 - 平山祐介
辰石家当主で、幸次の父。
斎森真一（さいもり しんいち）
演 - 高橋努
美世の父。
賀茂村紀夫（かもむら のりお）
演 - 津田健次郎
宮内省長官。
枢木忠則（くるるき ただのり）
演 - 尾上右近
帝の専属医師。
鶴木義浪（つるき よしろう）
演 - 火野正平
新の祖父。
澄美（すみ）
演 - 土屋太鳳
故人。美世の実母。
帝（てい）
演 - 石橋蓮司
帝都の最高権力者で、未来予知能力の持ち主。現在では重い病に侵されている。

#### 陸軍・特殊部隊
五道佳斗（ごどう よしと）
演 - 前田旺志郎
清霞直属の部下。お調子者だが、その実力は確か。
望月東弥（もちづき とうや）
演 - 佐藤新（元IMPACTors / ジャニーズJr.）
強い正義感の持ち主で、好物は甘味や酒。
岡部秀太（おかべ しゅうた）
演 - 西垣匠
部隊の中でも特に優れた剣術の持ち主。
宮田建祐（みやた けんすけ）
演 - 松島庄汰
お調子者で、口が達者なムードメーカー的存在。
澤村晋平（さわむら しんぺい）
演 - 髙橋大翔
清霞の指導を受けて以降、彼に対する憧れの念と忠誠を抱く。
須藤嗣治（すどう つぐはる）
演 - 浜田学
陸軍部隊本部長で、清霞の上司。機転が利き、隊員達から尊敬を集めている。

### スタッフ（実写映画）
- 原作 - 顎木あくみ[92]
- 監督 - 塚原あゆ子[92]
- 脚本 - 菅野友恵[92]
- 音楽 - 立山秋航[92]
- 主題歌 - Snow Man「タペストリー」（MENT RECORDING）[93]
- 製作 - 堀内大示[94]、市川南[94]、安倍純子[94]、藤島ジュリーK.[94]、川村龍夫[94]、池邉真佐哉[94]、岡﨑剛之[94]、緒方寛治[94]、長嶋潤二[94]、Hide[94]、五十嵐淳之[94]
- 企画 - 椿宜和[94]、上田太地[94]、渡辺信也[94]
- プロデューサー - 今安玲子[94]、稲垣優[94]、加藤章一[94]、松本桂子[94]
- スーパーバイジングプロデューサー - 那須田淳[94]
- 撮影 - 江原祥二[94]
- 照明 - 杉本崇[94]
- 美術 - 佐久嶋依里[94]、加藤たく郎[94]
- 録音 - 加藤大和[94]
- 装飾 - 堀口浩明[94]
- 編集 - 森本大輔[94]
- CGアーティスト - 早野海兵[94]
- VFX - 小坂一順[94]
- カラーグレーディング - 齋藤精二[94]
- 選曲 - 遠藤浩二[94]
- 音響効果 - 花谷伸也[94]
- 衣装デザイン - 宮本まさ江[94]
- ヘアメイク - 千葉友子[94]、荻野さおり[94]
- スクリプター - 森本順子[94]
- 助監督 - 森裕史[94]
- 監督補 - 府川亮介[94]
- 制作担当 - 松岡利光[94]、皆見栄伽[94]
- ラインプロデューサー - 塩村香里[94]
- アソシエイトプロデューサー - 天馬少京[94]、本多航大[94]、水木雄太[94]
- 宣伝プロデューサー - 近藤渉[95]
- 制作プロダクション - TBS SPARKLE[96]
- 配給 - 東宝[94]
- 製作幹事 - KADOKAWA、東宝、TBSテレビ
- 製作 - 映画『わたしの幸せな結婚』製作委員会（KADOKAWA、東宝、TBSテレビ、ジェイ・ストーム、田辺音楽出版、毎日放送、CBCテレビ、RKB毎日放送、HBC北海道放送、コンテンツスリー、ムービーウォーカー）

### 評価（実写映画）

#### 興行成績
公開初日の2023年3月17日から19日にかけての3日間で動員47万9700人、興行収入6億5400万円をあげて興行通信社による全国映画動員ランキングで初登場第1位になった。

#### DVD / BD売上
本作のDVD売上は34,938枚、BD売上は66,510枚を記録し、「2023年度邦画DVDランキング」および「2023年度邦画BDランキング」（ORICON調べ）では共に1位を獲得している。

#### 受賞歴
- 第15回TAMA映画賞 最優秀新進男優賞（目黒蓮） - 本作と『月の満ち欠け』での受賞[99]
- 第2回京都映画賞 作品賞[100]

#### テレビ放映
| 回数 | 放送局    | 放送枠   | 放送日       | 放送時間     | 放送分数 | 平均世帯 視聴率 | 備考                        |
| ---- | --------- | -------- | ------------ | ------------ | -------- | --------------- | --------------------------- |
| 1    | TBSテレビ | （なし） | 2025年1月3日 | 23:25 - 1:50 | 145分    | 3.9%            | 地上波初放送 本編ノーカット |

- 地上波放送・関東地区のみ記載。
- 視聴率はビデオリサーチ調べ。関東地区でのデータ。

## テレビアニメ
2022年4月5日に開催された新情報発表会にて製作が発表され、第一期が2023年7月から9月までTOKYO MXほかにて放送された。また、第一期放送終了後、第二期制作決定が発表された。
2024年3月刊行の原作小説第八巻「アニメBlu-ray付き同梱版」には、第一期の後日譚を描いたオリジナルエピソード「第十三話 わたしの幸せのかたち」を収録したOVAが同梱された。同エピソードは、いい夫婦の日である2024年11月22日にNetflixほかにて配信された。第二期は2025年1月から4月まで放送された。

### キャスト（テレビアニメ）
- 斎森美世 - 上田麗奈[10]
- 久堂清霞 - 石川界人[10]
- 斎森香耶 - 佐倉綾音[20]
- 辰石幸次 - 西山宏太朗[20]
- 五道佳斗 - 下野紘[20]
- ゆり江 - 桑島法子[20]
- 鶴木新 - 木村良平[104]
- 辰石一志 - 深町寿成[35]
- 堯人 - 石田彰[35]
- 斎森香乃子 - 植田佳奈[22]
- 斎森真一 - 家中宏[22]
- 辰石実 - 堀内賢雄[22]
- 花 - 能登麻美子[22]
- 桂子 - 久保田民絵[22]
- 久堂葉月 - 日笠陽子[105]
- 大海渡征 - 三宅健太[22]
- 薄刃澄美 - 日髙のり子[22]
- 帝 - 菅生隆之[22]
- 薄刃義郎 - 廣田行生[22]
- 久堂正清 - 置鮎龍太郎
- 久堂芙由 - 井上喜久子
- 甘水直 - 内田夕夜
- 陣之内薫子 - 戸松遥[30]

### スタッフ（テレビアニメ）
| 出典-                                                                    | 第一期                           | 第二期                                  |
| ------------------------------------------------------------------------ | -------------------------------- | --------------------------------------- |
| 原作                                                                     | 顎木あくみ                       | 顎木あくみ                              |
| 原作イラスト                                                             | 月岡月穂                         | 月岡月穂                                |
| 監督                                                                     | 久保田雄大                       | 久保田雄大                              |
| 監督                                                                     | N/A                              | 小島正幸                                |
| 設定・監修                                                               | 阿保孝雄                         | N/A                                     |
| シリーズ構成                                                             | 佐藤亜美、大西雄仁、豊田百香     | 佐藤亜美                                |
| 脚本                                                                     | 佐藤亜美、大西雄仁、豊田百香     | 佐藤亜美、羽柴実里、石井風花、豊田百香  |
| キャラクターデザイン                                                     | 安田祥子                         | 安田祥子                                |
| キャラクターデザイン                                                     | N/A                              | 伊藤晋之                                |
| 着物デザイン                                                             | HALKA                            | HALKA                                   |
| 色彩設計                                                                 | 岡松杏奈                         | 岡松杏奈                                |
| 美術監督                                                                 | 片野坂恵美                       | 片野坂恵美                              |
| 美術監修                                                                 | 増山修                           | 増山修                                  |
| 美術設定                                                                 | 菱沼由典                         | 菱沼由典                                |
| 美術設定                                                                 | 吉﨑正樹、曽野由大               | N/A                                     |
| プロップ（第一期）プロップデザイン（第二期）                             | 高倉武史、ヒラタリョウ、みき尾   | 高倉武史、ヒラタリョウ、みき尾          |
| 撮影監督                                                                 | 江間常高                         | 江間常高                                |
| 3DCG監督（第一期）3DCGディレクター（第二期）                             | 越田祐史                         | 越田祐史                                |
| 編集                                                                     | 黒澤雅之                         | 黒澤雅之                                |
| 音響監督                                                                 | 小泉紀介                         | 小泉紀介                                |
| 音響効果                                                                 | 鋤柄務                           | 鋤柄務                                  |
| 音響制作                                                                 | グロービジョン                   | グロービジョン                          |
| 音楽                                                                     | Evan Call                        | Evan Call                               |
| 音楽スーパーバイザー（第一期）音楽プロデューサー・ディレクター（第二期） | 池田貴博                         | 池田貴博                                |
| 音楽制作                                                                 | ミラクル・バス                   | ミラクル・バス                          |
| プロデューサー                                                           | 吉岡拓也、小木曽正泰             | 吉岡拓也、小木曽正泰                    |
| プロデューサー                                                           | 笠原周造、小松翔太 木村学        | 三原万季、JamesChueh 小島章史、平田秀夫 |
| アニメーション制作                                                       | キネマシトラス                   | キネマシトラス                          |
| 製作                                                                     | 「わたしの幸せな結婚」製作委員会 | 「わたしの幸せな結婚」製作委員会        |

### 主題歌
「貴方の側に。」
りりあ。による第一期オープニングテーマ。作詞・作曲はりりあ。
「ヰタ・フィロソフィカ」
伊東歌詞太郎による第一期エンディングテーマ。作詞・作曲は伊東歌詞太郎、編曲は河野圭。
「幸せな約束。」
りりあ。による第二期オープニングテーマ。作詞・作曲はりりあ。
「月影おくり」
伊東歌詞太郎による第二期エンディングテーマ。作詞・作曲は伊東歌詞太郎、編曲は大歳祐介。

### 評価（テレビアニメ）
「読者が選ぶアニメキャラ大賞2023」において、斎森美世が「けなげだったで賞」で6位を獲得している。
クランチロール・アニメアワード2024において、最優秀ロマンス作品賞、最優秀ドラマ作品賞にノミネートされた。

### 各話リスト
| 話数             | サブタイトル         | 脚本              | 絵コンテ                     | 演出                | 作画監督 | 総作画監督                                | 初放送日        |        |        |        |        |        |        |        |        |        |        |        |        |        |        |        |        |        |
| 第一期           | 第一期               | 第一期            | 第一期                       | 第一期              | 第一期 | 第一期                                    | 第一期          | 第一期 | 第一期 | 第一期 | 第一期 | 第一期 | 第一期 | 第一期 | 第一期 | 第一期 | 第一期 | 第一期 | 第一期 | 第一期 | 第一期 | 第一期 | 第一期 | 第一期 |
| ---------------- | -------------------- | ----------------- | ---------------------------- | ------------------- | --- | ----------------------------------------- | --------------- | ------ | ------ | ------ | ------ | ------ | ------ | ------ | ------ | ------ | ------ | ------ | ------ | ------ | ------ | ------ | ------ | ------ |
| 第一話           | 出会い               | 佐藤亜美          | 久保田雄大                   | 久保田雄大          | 安田祥子 髙橋千尋 樋口香里 | 安田祥子                                  | 2023年 7月5日   |        |        |        |        |        |        |        |        |        |        |        |        |        |        |        |        |        |
| 第二話           | 旦那さまという御方   | 大西雄仁          | 阿保孝雄                     | 竹谷徹平            | 伊藤晋之 二宮奈那子 佐藤ひかる 三橋桜子 合田麻美 | 伊藤晋之                                  | 7月12日         |        |        |        |        |        |        |        |        |        |        |        |        |        |        |        |        |        |
| 第三話           | 初めてのデヱト       | 佐藤亜美          | 荒川眞嗣                     | 古桑孝治            | 大森理恵 門倉世央子 佐藤ひかる 中山和子 樋口香里 松尾亜希子 | 安田祥子                                  | 7月19日         |        |        |        |        |        |        |        |        |        |        |        |        |        |        |        |        |        |
| 第四話           | おくりもの           | 豊田百香          | 阿保孝雄                     | 古桑孝治            | 飯田光尋 大橋幸子 大森理恵 小川浩司 左近充杏華 舘崎大 二宮奈那子 LAZZ 川面恒介 髙橋千尋 前田千景 趙小川 周健 STUDIO MASSKET | 安田祥子 伊藤晋之                         | 7月26日         |        |        |        |        |        |        |        |        |        |        |        |        |        |        |        |        |        |
| 第五話           | 波紋                 | 佐藤亜美          | 小島正幸                     | 小島正幸            | 三橋桜子 二宮奈那子 吉武はつひ 千葉山夏恵 舘崎大 PARK Gayoung | 安田祥子 伊藤晋之                         | 8月2日          |        |        |        |        |        |        |        |        |        |        |        |        |        |        |        |        |        |
| 第六話           | 決意と雷鳴           | 大西雄仁          | 小出卓史                     | 小出卓史            | 谷紫織 大津りか 北原安鶴紗 佐藤ひかる 田中宏紀 渡辺志歩紀 | 伊藤晋之                                  | 8月9日          |        |        |        |        |        |        |        |        |        |        |        |        |        |        |        |        |        |
| 第七話           | 夏の華の淑女         | 豊田百香          | 小島正幸                     | 清水奏太郎          | 大森理恵 大橋幸子 門倉世央子 北原安鶴紗 舘崎大 中山和子 二宮奈那子 三橋桜子 渡辺あす香 趙小川 | 安田祥子 伊藤晋之                         | 8月16日         |        |        |        |        |        |        |        |        |        |        |        |        |        |        |        |        |        |
| 第八話           | 悪夢と不穏な影と     | 大西雄仁          | 阿保孝雄                     | 古桑孝治            | 粟井重紀 飯田光尋 伊勢神紀 大森理恵 大橋幸子 工藤真奈 舘崎大 二宮奈那子 楊國福 朱至峰 LAZZ 青戸結加 秋山絵梨 横山香月 吉井安里咲 萩原旭                                                                                                 | 安田祥子 伊藤晋之                         | 8月23日         |        |        |        |        |        |        |        |        |        |        |        |        |        |        |        |        |        |
| 第九話           | 夢に溺れて           | 佐藤亜美          | 小池裕樹                     | 小池裕樹            | 中山和子 小川浩司 LEE Minjae IM Sunhee BAEK Jiwon DANG HOANG MY LINH NGUYEN THI THU TRANG | 安田祥子 伊藤晋之                         | 8月30日         |        |        |        |        |        |        |        |        |        |        |        |        |        |        |        |        |        |
| 第十話           | 夏の桜、そして過ち   | 大西雄仁          | 川並卓弘 久保田雄大 黒田結花 | 金澤由季            | 大野勉 大森理恵 簾畑由実 二宮奈那子 渡辺明夫 青戸結加 秋山絵梨 横山香月 吉井安里咲 萩原旭 | 安田祥子 伊藤晋之                         | 9月6日          |        |        |        |        |        |        |        |        |        |        |        |        |        |        |        |        |        |
| 第十一話         | 母が遺したもの       | 佐藤亜美          | 伊藤智彦                     | 小出卓史            | 国吉杏美 永作友克 山本月穂 工藤真奈 吉武はつひ STUDIO MASSKET ワン・オーダー | 安田祥子 伊藤晋之                         | 9月13日         |        |        |        |        |        |        |        |        |        |        |        |        |        |        |        |        |        |
| 第十二話         | 暗闇の中の光         | 大西雄仁          | 阿保孝雄 久保田雄大          | 久保田雄大          | 大津りか 岡垣優 川口千里 栗原裕明 佐川遥 佐藤ひかる 谷紫織 渡辺志歩紀 | 安田祥子 伊藤晋之                         | 9月20日         |        |        |        |        |        |        |        |        |        |        |        |        |        |        |        |        |        |
| 第十三話 （OVA） | わたしの幸せのかたち | 豊田百香          | 小島正幸                     | 村川直哉 久保田雄大 | 大森理恵 大橋幸子 舘崎大 二宮奈那子 簾畑由実 中山和子 金到暎 趙小川 陳玲玲 王敏 劉冬冬 李紋籠 | 安田祥子 伊藤晋之                         | 2024年 11月22日 |        |        |        |        |        |        |        |        |        |        |        |        |        |        |        |        |        |
| 第二期           |                      |                   |                              |                     | |                                           |                 |        |        |        |        |        |        |        |        |        |        |        |        |        |        |        |        |        |
| 第十四話         | もう一つの久堂家     | 佐藤亜美          | 小島正幸                     | 小島正幸            | 大橋幸子 大森理恵 三橋桜子 山本真理子 趙小川 陳玲玲 | 伊藤晋之 佐藤ひかる                       | 2025年 1月6日   |        |        |        |        |        |        |        |        |        |        |        |        |        |        |        |        |        |
| 第十五話         | 新たな試練           | 石井風花          | 小島正幸                     | 小池裕樹            | 阿部楓子 大森理恵 佐藤ひかる 中山和子 西澤皓人 畠山佳苗 満若たかよ | 佐藤ひかる 福田裕樹                       | 1月13日         |        |        |        |        |        |        |        |        |        |        |        |        |        |        |        |        |        |
| 第十六話         | 異能心教と鬼         | 羽柴実里          | 久保田雄大                   | 清水奏太郎          | 秋竹斉一 大森理恵 門倉世央子 三橋桜子 山本月穂 国吉杏美 大矢由香 | 中山和子 福田裕樹                         | 1月20日         |        |        |        |        |        |        |        |        |        |        |        |        |        |        |        |        |        |
| 第十七話         | 秋風が運んできたもの | 豊田百香          | 古桑孝治                     | 古桑孝治            | 大橋幸子 中山和子 福田裕樹 山本真理子 趙小川 陳玲玲 | 佐藤ひかる 福田裕樹                       | 1月27日         |        |        |        |        |        |        |        |        |        |        |        |        |        |        |        |        |        |
| 第十八話         | 心の奥は             | 羽柴実里          | 小島正幸                     | 元豪燦              | BEAK Jiwon CHOI Dongjin KIM Yeonsoo UM Juhyeong Yu Minji DANG HOANG MY LINH NGUYEN THI THU TRANG | 佐藤ひかる PARK Gayoung                   | 2月3日          |        |        |        |        |        |        |        |        |        |        |        |        |        |        |        |        |        |
| 第十九話         | 甘水直という男       | 石井風花          | 小島正幸                     | 小島正幸            | 大澤夏生 大矢由香 工藤真奈 菅原美由紀 簾畑由実 高橋万帆 中山和子 山本月穂 山本真理子 吉武はつひ 趙小川 陳玲玲 KIM Yeonsu BEAK Jiwon CHOI Dongjin                                                                                        | 佐藤ひかる 中山和子 福田裕樹 PARK Gayoung | 2月10日         |        |        |        |        |        |        |        |        |        |        |        |        |        |        |        |        |        |
| 第二十話         | 年明け、ざわめき     | 豊田百香          | 伊藤智彦                     | 古桑孝治            | 大澤夏生 大森理恵 門倉世央子 杉山有沙 高橋万帆 CHOI Dongjin KIM Yeonsu BEAK Jiwon UM Juhyeong DANG HOANG MY LINH NGUYEN THI THU TRANG                                                                                                   | 佐藤ひかる 中山和子 PARK Gayoung          | 2月17日         |        |        |        |        |        |        |        |        |        |        |        |        |        |        |        |        |        |
| 第二十一話       | 夜の宴と遠望に映る雪 | 羽柴実里          | 荒川眞嗣                     | 元豪燦              | 工藤真奈 山本月穂 CHOI Dongjin KIM Yeonsu BEAK Jiwon IM Sunhee DANG HOANG MY LINH NGUYEN THI THU TRANG Yu SeungHee Kim JongBum Hong InSoo Kim Hyunok                                                                                    | PARK Gayoung                              | 2月24日         |        |        |        |        |        |        |        |        |        |        |        |        |        |        |        |        |        |
| 第二十二話       | 夢のしらせ           | 佐藤亜美          | 久保田雄大                   | 久保田雄大          | 大澤夏生 菅原美由紀 大森理恵 楊沛源 酸魚骨頭 狼嚎 武釗 李欣然 KIM Yeonsu IM Sunhee DANG HOANG MY LINH NGUYEN THI THU TRANG | 佐藤ひかる 中山和子 福田裕樹 PARK Gayoung | 3月3日          |        |        |        |        |        |        |        |        |        |        |        |        |        |        |        |        |        |
| 第二十三話       | 約束                 | 佐藤亜美          | 古桑孝治                     | 古桑孝治            | 高橋万帆 趙小川 陳玲玲 楊沛源 酸漁骨頭 狼嚎 武釗 李欣然 | 佐藤ひかる 中山和子                       | 3月10日         |        |        |        |        |        |        |        |        |        |        |        |        |        |        |        |        |        |
| 第二十四話       | 決意の出立           | 石井風花 羽柴実里 | 清水奏太郎                   | 清水奏太郎          | 大澤夏生 菅原美由紀 大森理恵 高橋万帆 趙小川 陳玲玲 楊沛源 酸魚骨頭 狼嚎 武釗 李欣然 KIM Yeonsu DANG HOANG MY LINH NGUYEN THI THU TRANG                                                                                                 | 佐藤ひかる 中山和子 福田裕樹 PARK Gayoung | 3月17日         |        |        |        |        |        |        |        |        |        |        |        |        |        |        |        |        |        |
| 第二十五話       | 夢の先にある想い     | 佐藤亜美          | 小島正幸                     | 小島正幸 古桑孝治   | 大澤夏生 菅原美由紀 大森理恵 高橋万帆 左近充杏華 杉山有沙 石田誠也 細田沙織 KIM Yeonsu DANG HOANG MY LINH NGUYEN THI THU TRANG 趙小川 陳玲玲 楊沛源 酸魚骨頭 狼嚎 武釗 李欣然                                                           | 佐藤ひかる 中山和子 福田裕樹 PARK Gayoung | 3月31日         |        |        |        |        |        |        |        |        |        |        |        |        |        |        |        |        |        |
| 第二十六話       | 春になったら…        | 羽柴実里          | 二村秀樹 nina 髙橋彩         | 久保田雄大 元豪燦   | 大澤夏生 大森理恵 菅原美由紀 高橋万帆 趙小川 陳玲玲 楊沛源 酸魚骨頭 狼嚎 武釗 李欣然 朱央 谢奎 章品林 ユン・ヒョクジュン イ・ハヌル ジャン・ヒョンワン ジョン・ダヒョン 富春 王瑞浩 金承旭 刘爽 劉文慧 陳小倩 孫俊豪 渠逸辰 黄飛 何善智 | 佐藤ひかる 中山和子 福田裕樹              | 4月9日          |        |        |        |        |        |        |        |        |        |        |        |        |        |        |        |        |        |

### 放送局
| 放送期間               | 放送時間                     | 放送局     | 対象地域 | 備考                                 |
| ---------------------- | ---------------------------- | ---------- | -------- | ------------------------------------ |
| 2023年7月5日 - 9月20日 | 水曜 23:30 - 木曜 0:00       | TOKYO MX   | 東京都   |                                      |
| 2023年7月6日 - 9月21日 | 木曜 0:30 - 1:00（水曜深夜） | サンテレビ | 兵庫県   |                                      |
|                        | 木曜 1:00 - 1:30（水曜深夜） | KBS京都    | 京都府   |                                      |
|                        | 木曜 2:05 - 2:35（水曜深夜） | テレビ愛知 | 愛知県   |                                      |
|                        | 木曜 21:00 - 21:30           | AT-X       | 日本全域 | CS放送 / 字幕放送 / リピート放送あり |
| 2023年7月7日 - 9月22日 | 金曜 0:30 - 1:00（木曜深夜） | BS11       | 日本全域 | BS放送 / 『ANIME+』枠                |

| 配信開始日    | 配信時間                  | 配信サイト |
| ------------- | ------------------------- | --- |
| 2023年7月5日  | 水曜 23:30 更新           | Netflix Disney+ dアニメストア ABEMA niconico （ニコニコ生放送・ニコニコチャンネル） DMM TV Lemino FOD バンダイチャンネル Hulu TELASA J:COMオンデマンド メガパック milplus U-NEXT アニメ放題 AnimeFesta Amazon Prime Video ムービーフルplus music.jp ビデオマーケット HAPPY!動画 クランクイン!ビデオ |
| 2023年7月12日 | 水曜 0:00（火曜深夜）更新 | マンガUP! |

| 放送期間               | 放送時間                     | 放送局     | 対象地域 | 備考                                 |
| ---------------------- | ---------------------------- | ---------- | -------- | ------------------------------------ |
| 2025年1月6日 - 3月31日 | 月曜 22:30 - 23:00           | TOKYO MX   | 東京都   |                                      |
|                        | 月曜 23:00 - 23:30           | BS11       | 日本全域 | BS放送 / 『ANIME+』枠                |
| 2025年1月7日 - 4月1日  | 火曜 0:00 - 0:30（月曜深夜） | KBS京都    | 京都府   |                                      |
|                        |                              | サンテレビ | 兵庫県   |                                      |
|                        | 火曜 1:30 - 2:00（月曜深夜） | テレビ愛知 | 愛知県   |                                      |
|                        | 火曜 21:30 - 22:00           | AT-X       | 日本全域 | CS放送 / 字幕放送 / リピート放送あり |

| 放送日        | 放送時間                     | 放送局     | 対象地域 | 備考                                 |
| ------------- | ---------------------------- | ---------- | -------- | ------------------------------------ |
| 2025年4月9日  | 水曜 21:25 - 21:54           | TOKYO MX   | 東京都   |                                      |
|               | 水曜 23:00 - 23:30           | AT-X       | 日本全域 | CS放送 / 字幕放送 / リピート放送あり |
| 2025年4月10日 | 木曜 1:00 - 1:30（水曜深夜） | サンテレビ | 兵庫県   |                                      |
|               | 木曜 2:35 - 3:05（水曜深夜） | テレビ愛知 | 愛知県   |                                      |
| 2025年4月12日 | 土曜 1:00 - 1:30（金曜深夜） | KBS京都    | 京都府   |                                      |
|               | 土曜 1:30 - 2:00（金曜深夜） | BS11       | 日本全域 | BS放送 / 『ANIME+』枠                |

| 配信開始日   | 配信時間        | 配信サイト |
| ------------ | --------------- | --- |
| 2025年1月6日 | 月曜 22:30 更新 | Netflix Disney+ dアニメストア ABEMA niconico（ニコニコ生放送・ニコニコチャンネル） DMM TV Lemino FOD バンダイチャンネル Hulu TELASA J:COM STREAM milplus U-NEXT アニメ放題 AnimeFesta Amazon Prime Video ムービーフルplus music.jp ビデオマーケット HAPPY!動画 カンテレドーガ Rakuten TV |

### BD / DVD
| 巻 | 発売日         | 収録話         | 規格品番  | 規格品番  | 規格品番   |
| 巻 | 発売日         | 収録話         | BD限定版  | BD通常版  | DVD        |
| -- | -------------- | -------------- | --------- | --------- | ---------- |
| 1  | 2023年11月29日 | 第1話 - 第4話  | KAXA-8641 | KAXA-8651 | KABA-11411 |
| 2  | 2023年12月22日 | 第5話 - 第8話  | N/A       | KAXA-8652 | KABA-11412 |
| 3  | 2024年1月24日  | 第9話 - 第12話 | N/A       | KAXA-8653 | KABA-11413 |

| 巻 | 発売日        | 収録話          | 規格品番  | 規格品番   | 規格品番 |
| 巻 | 発売日        | 収録話          | BD        | DVD        |          |
| -- | ------------- | --------------- | --------- | ---------- | -------- |
| 1  | 2025年5月28日 | 第1話 - 第5話   | KAXA-8991 | KABA-11651 |          |
| 2  | 2025年6月25日 | 第6話 - 第9話   | KAXA-8992 | KABA-11652 |          |
| 3  | 2025年7月25日 | 第10話 - 第13話 | KAXA-8993 | KABA-11653 |          |

### アプリ
- 「わたしの幸せな結婚ボイスアラーム」（ブリッジ、2023年9月21日配信）[119][120]

### パチスロ
- 「パチスロ わたしの幸せな結婚」（コナミアミューズメント、2025年7月7日稼働）[121]

## 舞台
舞台「わたしの幸せな結婚」－帝都陸軍オクツキ奇譚－が2023年8月11日から20日までシアター1010にて上演された。舞台版オリジナルストーリーで展開される。

### キャスト（舞台）
- 久堂清霞 - 泰江和明
- 五道佳斗 - 森田桐矢
- 鶴木新 - 菊池修司
- 辰石一志 - 佐藤永典
- 堯人 - 中山咲月
- 松平士道 - 井澤巧麻
- 嶺勘太 - 久保侑大
- 村雨義也 - 紘太朗
- 明原壮平 - 木村聖哉
- 最上勇 - 辻凌志朗
- 大海渡征 - 佐々木崇
- 氷輪 - 松原凛
- 玉兎 - 佐藤祐吾
- 孤月 - 岡本悠紀
- アンサンブル - 佐久本歩夢、高岩芯泰、武中隆之介、橋本有一郎、藤村リュウト、古川一哉

### スタッフ（舞台）
- 原作 - テレビアニメ「わたしの幸せな結婚」[123]
- 脚本・演出 - 三浦香[123]
- 協力 - 顎木あくみ[123]
- 音楽 - TAKA[123]
- アクション監督 - 安田桃太郎[123]
- 振付 - IYO-P[123]
- 歌唱指導 - 岡本悠紀[123]
- 美術 - 松生紘子[123]
- 照明 - 米澤正直[123]
- 音響 - 楠瀬ゆず子[123]
- 映像 - 横山翼[123]
- 衣裳 - 永井省伍[123]
- ヘアメイク - 瀬戸口清香[123]
- 特殊造形 - 林屋陽二[123]
- 演出助手 - 國重直也[123]
- 技術監督 - 堀吉行[123]
- 舞台監督 - 久保健一郎[123]
- 宣伝美術 - 菅原麻衣子[123]
- 宣伝写真 - 設楽光徳[123]
- 票券・制作 - バンダイナムコミュージックライブ[123]
- 主催 - 舞台「わたしの幸せな結婚」製作委員会[123]
- 制作 - S-SIZE[123]